# Courlevon
Courlevon est une localité et une ancienne commune suisse du canton de Fribourg, située dans le district du Lac.

## Histoire
L'ancienne commune de Courlevon a fusionné avec sa voisine de Coussiberlé en 1974. Elle sera ensuite intégrée à la commune de Morat le 1er janvier 2016.

## Géographie
Selon l'Office fédéral de la statistique, l'ancienne commune de Courlevon mesurait 326 ha. 5,2 % de cette superficie correspondait à des surfaces d'habitat ou d'infrastructure, 57,2 % à des surfaces agricoles, 37,6 % à des surfaces boisées et 0,0% à des surfaces improductives.

## Démographie
Selon l'Office fédéral de la statistique, Courlevon compte 293 habitants en 2022. Sa densité de population atteint 90 hab./km2.
La langue parlée dans le village de Courlevon est aujourd'hui largement l'allemand [réf. nécessaire]. Les francophones ne représentent plus que 5 % de la population [réf. nécessaire].
Le graphique suivant résume l'évolution de la population de Courlevon entre 1850 et 2008 :